# La Veneciana
La Veneciana és una merceria fundada pel solleric Miquel Arbona Oliver, el 1938, a la planta baixa d’un edifici d’habitatges plurifamiliars de més de tres alçades, amb el nom de Tejidos Arbona al carrer Merced, núm. 46, avui carrer Ample de la Mercè, núm. 22, Palma, Mallorca. És un carrer per a vianants.

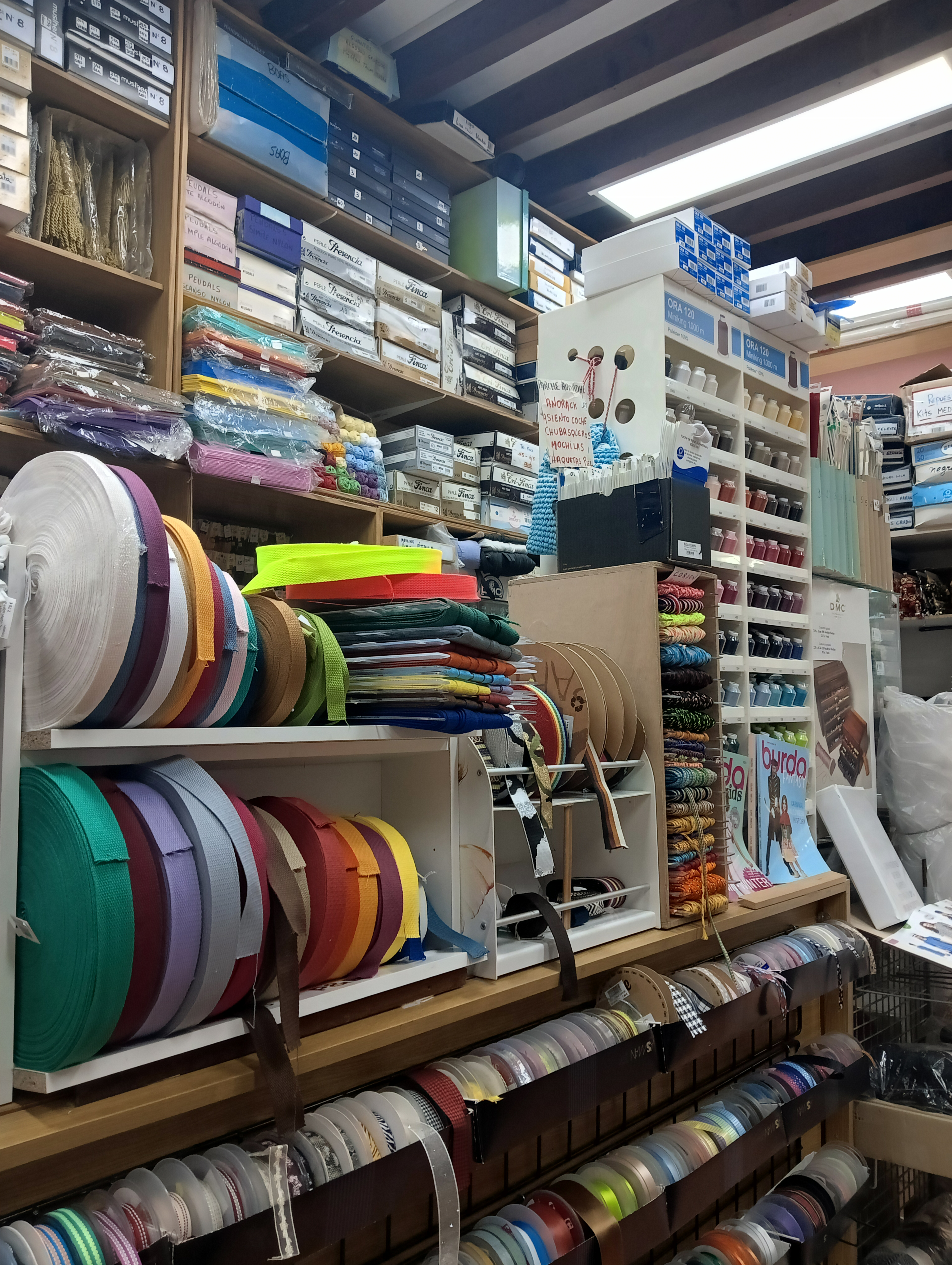
Interior de La Veneciana

Durant la Guerra Civil espanyola estava ubicada al carrer de Ferreries cantonada amb el carrer de Ballester, on més tard hi hauria Radio España, hi va caure una de les primeres bombes de la guerra i s’hagué de mudar al carrer del Sindicat, núm. 46.
El 1952, Pedro Arbona Pizà, pare de Pere Antoni i Francisca Arbona Femenia, que des del 1989 són la tercera generació, unificà la merceria i la botiga de teixits conservant el nom La Veneciana, que ja era conegut a Mallorca. I el 1965, la família compra el local de Sindicat i obre La Veneciana Boutique que es va tancar el 31 de desembre de 2014 per centar-se només en la merceria.
A la façana hi ha expositors i un rètol senzill amb lletres negres sobre fons blanc. A l’establiment hi podem trobar un gran assortiment de productes de merceria. És una de les poques merceries tradicionals que queden a Palma i que mantenguin la venda al detall i de proximitat.
El 24 de juliol de 2024 (resolució núm. 7460, Ajuntament de Palma) el manté com a Comerç Emblemàtic (categoria 1A) en l'aprovació del Catàleg d'establiments emblemàtics de 2024, en què és donat d’alta el 2018.